# Морікава Міва
Міва Морікава (22 липня 1999 , Префектура Шідзуока ) — японська борчиня вільного стилю, чемпіонка світу, срібна призерка чемпіонату світу, чемпіонка Азії.

## Спортивні результати на міжнародних змаганнях

### Виступи на Чемпіонатах світу
| Змагання                        | Збірна | Вагова категорія          | Місце  |
| ------------------------------- | ------ | ------------------------- | ------ |
| Чемпіонат світу з боротьби 2021 | Японія | жіноча боротьба, до 65 кг | Срібло |
| Чемпіонат світу з боротьби 2022 | Японія | жіноча боротьба, до 65 кг | Золото |
| Чемпіонат світу з боротьби 2023 | Японія | жіноча боротьба, до 72 кг | Бронза |

### Виступи на Чемпіонатах Азії
| Змагання                       | Збірна | Вагова категорія          | Місце  |
| ------------------------------ | ------ | ------------------------- | ------ |
| Чемпіонат Азії з боротьби 2022 | Японія | жіноча боротьба, до 65 кг | Золото |

### Виступи на Кубках світу
| Змагання                    | Збірна | Вагова категорія | Місце  |
| --------------------------- | ------ | ---------------- | ------ |
| Кубок світу з боротьби 2017 | Японія | команда          | Золото |
| Кубок світу з боротьби 2018 | Японія | команда          | Золото |
| Кубок світу з боротьби 2019 | Японія | команда          | Золото |

### Виступи на інших змаганнях
| Змагання                                   | Збірна | Вагова категорія          | Місце  |
| ------------------------------------------ | ------ | ------------------------- | ------ |
| Гран-прі «Іван Яригін» 2017                | Японія | вільна боротьба, до 69 кг | 7      |
| Klippan Lady Open 2017                     | Японія | жіноча боротьба, до 69 кг | 9      |
| Beat the Streets 2017                      | Японія | жіноча боротьба, до 65 кг | Золото |
| Klippan Lady Open 2018                     | США    | жіноча боротьба, до 65 кг | Срібло |
| Відкритий чемпіонат Японії з боротьби 2018 | Японія | жіноча боротьба, до 68 кг | Бронза |
| Відкритий чемпіонат Китаю з боротьби 2018  | Японія | жіноча боротьба, до 65 кг | 4      |
| Чемпіонат Японії з боротьби 2018           | Японія | жіноча боротьба, до 62 кг | 5      |
| Чемпіонат Японії з боротьби 2019           | Японія | жіноча боротьба, до 68 кг | Золото |
| Чемпіонат Японії з боротьби 2020           | Японія | жіноча боротьба, до 65 кг | Золото |
| Відкритий чемпіонат Японії з боротьби 2021 | Японія | жіноча боротьба, до 65 кг | Золото |

### Виступи на змаганнях молодших вікових груп
| Змагання                                      | Збірна | Вагова категорія          | Місце  |
| --------------------------------------------- | ------ | ------------------------- | ------ |
| Чемпіонат Азії з боротьби серед кадетів 2015  | Японія | жіноча боротьба, до 65 кг | Золото |
| Чемпіонат світу з боротьби серед кадетів 2016 | Японія | жіноча боротьба, до 65 кг | Срібло |
| Чемпіонат світу з боротьби серед юніорів 2018 | Японія | жіноча боротьба, до 68 кг | Бронза |
| Чемпіонат світу з боротьби серед молоді 2018  | Японія | жіноча боротьба, до 68 кг | Срібло |
| Чемпіонат світу з боротьби серед юніорів 2019 | Японія | жіноча боротьба, до 65 кг | Золото |
| Чемпіонат світу з боротьби серед молоді 2022  | Японія | жіноча боротьба, до 65 кг | Золото |